# Popielarze (powiat piaseczyński)
Popielarze – dawna wieś w Polsce położona w województwie mazowieckim, w powiecie piaseczyńskim, w gminie Tarczyn. Miejscowość zniesiona 1 stycznia 2017. Odtąd niestandaryzowana część wsi Wólka Jeżewska.
W latach 1975–1998 miejscowość administracyjnie należała do województwa warszawskiego.